# KakaoTalk
KakaoTalk (tiếng Triều Tiên: 카카오톡) là một phần mềm ứng dụng nhắn tin nhanh di động miễn phí dành cho smartphone, bao gồm chức năng gọi và nhắn tin miễn phí. KakaoTalk được phát hành ngày 18 tháng 3 năm 2010, chạy được trên hệ điều hành iOS, Android, Bada OS, BlackBerry, Windows Phone, Nokia Asha và máy tính để bàn. KakaoTalk hiện có hơn 140 triệu người sử dụng và được tích hợp 15 ngôn ngữ. Ứng dụng này cũng được 93% người dùng smartphone tại Hàn Quốc sử dụng.
Ngoài sử dụng chức năng gọi điện nhắn tin miễn phí, người dùng KakaoTalk có thể chia sẻ với nhau nhiều nội dung và thông tin đa dạng khác như hình ảnh, video, tin nhắn thoại, địa điểm, đường dẫn trang web cũng như thông tin liên lạc. Có thể thành lập những nhóm hội thoại riêng tư hai người hay nhiều người thông qua kết nối Wifi, 3G hoặc LTE, với số người tham gia vào một nhóm hội thoại không hạn chế.
KakaoTalk tự động đồng bộ hoá danh bạ người dùng trên smartphone của họ với danh sách liên lạc trên KakaoTalk để hỗ trợ tìm kiếm bạn bè sử dụng cùng dịch vụ. Người dùng cũng có thể tìm kiếm bạn bè thông qua ID KakaoTalk mà không cần biết số điện thoại của nhau. Dịch vụ KakaoTalk cũng cho phép người dùng xuất nội dung hội thoại ra để lưu trữ riêng.
KakaoTalk lúc đầu là một dịch vụ nhắn tin, nhưng sau đó đã trở thành một hệ thống phân phối nội dung và ứng dụng của bên thứ ba, bao gồm hàng trăm trò chơi điện tử mà người dùng có thể tải về và chơi với bạn bè thông qua nền tảng nhắn tin.

## Tác động quốc tế
Với việc hỗ trợ 15 ngôn ngữ và được sử dụng trên hơn 230 quốc gia, KakaoTalk đang phát triển thành một công cụ giao tiếp toàn cầu tiện lợi.
Ngày 26 tháng 7 năm 2011, công ty Kakao Corp. mở công ty chi nhánh tại Nhật Bản. Theo phía công ty, KakaoTalk rất được ưa chuộng dùng tại Nhật. Khi một trận động đất lớn xảy ra ở Nhật vào ngày 11 tháng 3 năm 2011, lưu lượng tin nhắn trên KakaoTalk tăng đột biến vì hàng triệu người tìm kiếm thông tin về sự an toàn của người thân và bạn bè. KakaoTalk chiếm một vị trí quan trọng trong vai trò là một phương pháp giao tiếp nền tảng mạng dữ liệu, nó đã thành công trong việc thay thế hệ thống mạng không dây, cũng như hệ thống mạng có dây bị hỏng kết nối, giúp kết nối thông tin với những người bị thiên tai.
KakaoTalk tập trung vào những quốc gia Đông Nam Á, nơi không có dịch vụ nhắn tin di động nào thống lĩnh thị trường. KakaoTalk cũng là đối tượng đồng hành chiến lược tại Malaysia, Indonesia và Philippines. Năm 2013, KakaoTalk bắt đầu quảng cáo trên truyền hình ở Indonesia, Philippines và Việt Nam, đi cùng với hình ảnh nhóm nhạc Hàn Quốc Big Bang. Cuối năm 2013, Indonesia trở thành quốc gia có nhiều người sử dụng KakaoTalk thứ hai sau Hàn Quốc. Một trong hai CEO của công ty KakaoTalk, Sirgoo Lee, phát biểu rằng: "Số người dùng của chúng tôi đã tăng 25 lần trong vòng một năm, vì vậy hy vọng rằng chúng tôi sẽ tiếp tục mức độ phát triển đó." KakaoTalk đã thiết kế riêng những dịch vụ của họ theo nhu cầu địa phương bằng cách hợp tác với những nhà thiết kế và công ty địa phương để tạo ra "nội dung đặc trưng Indonesia".

## Sự cố

#### Vụ cháy khiến KakaoTalk không thể nhắn tin, gọi xe, thanh toán,...
Vào Ngày 15/10/2022, một đám cháy bùng phát tại tòa nhà SK C&C, nơi hai trong số các hãng công nghệ lớn nhất Hàn Quốc là Kakao và Naver Corp đặt trung tâm dữ liệu khiến toàn bộ các nền tảng và hệ sinh thái của cả hai đặt tại đây đã phải dừng hoạt động vài ngày. Sự cố khiến cuộc sống của những người dùng lập tức đảo lộn. Sau sự cố trên, CEO Kakao Namkoong Whon phải từ chức nhằm xoa dịu dư luận.